# Karel Clemens van Berckel
Karel Clemens van Berckel (Delft, 19 augustus 1892 - Kamp Vught, 5 september 1944) was een Nederlands verzetsstrijder.
Karel Clemens van Berckel was sedert 1930 als chirurg en later ook chef de clinique aan het St.Jozef-ziekenhuis aan de Putgraaf in Heerlen verbonden. Hij maakte mede mogelijk dat hier een belangrijk verzetscentrum ontstond. Hij heeft dat met de dood moeten bekopen.

## Jeugd en opleiding
Hij was een zoon van notaris Willem Emilius van Berckel (6 oktober 1857, Delft - 23 januari 1917, Delft) en Paula Adelheid Driessen (21 december 1869, Bocholt, Duitsland - 10 november 1921, Delft). Hij huwde op 5 juli 1921 te Amsterdam met Eleonora Christina Laarman (26 maart 1899, Amsterdam - 31 december 1984, Lanaken, België). In zijn studententijd in Amsterdam was Van Berckel lid van het corps, de Roomsch Katholieke Studenten Vereniging Sanctus Thomas Aquinas, het dispuut Vondel en de studentenroeivereniging Nereus. 

## Verzetswerkzaamheden
Al vroeg sprak de diep gelovige katholiek Van Berckel zijn afschuw uit over de sterilisatie van Joden en verzette hij zich tegen de medische keuring van arbeiders die voor tewerkstelling in Duitsland in aanmerking kwamen. Hij nam enkele Joodse onderduikers in huis.
Hij werd door de gedemobiliseerde beroepsmilitair en Heerlense brandweercommandant Charles Bongaerts voor het georganiseerde verzet geworven. Ook binnen de muren van het ziekenhuis begonnen de tegenstanders van het nationaalsocialisme al gauw eng samen te werken. Zij vormden een hechte groep op basis van hun gemeenschappelijke religieuze overtuiging. Het ziekenhuis stond onder leiding van nonnen, die een actief aandeel hadden. Ten huize van de ziekenhuis-zielzorger rector N.M.H. Prompers werd het district Heerlen van de Landelijke Organisatie voor Hulp aan Onderduikers (L.O.) opgericht. Als districtsleider werd hij opgevolgd door „Giel“ Berix.
In het ziekenhuis werd een complete verdieping voor buitenstaanders onvindbaar gemaakt. Daar werden Joodse en andere onderduikers verstopt en behandeld. Dat was mogelijk, omdat Van Berckel, de rector en de nonnen - die een groot deel van het werk deden - ervoor zorgden dat het personeel zoveel mogelijk anti-Duits was.
Er is op die verborgen verdieping ook een Joods kindje geboren: Ephraim Eisenmann zag er het levenslicht, onder leiding van zijn eveneens ondergedoken tante Johanna Cohen, die vroedvrouw was.
Neergeschoten geallieerde piloten die zich met hun parachutes wisten te redden, kwamen dankzij brandweercommandant Bongaerts, indien nodig, onder medische behandeling van Van Berckel. Eén werd er uit een in Valkenburg neergestort toestel gehaald, voordat de Duitsers er arriveerden. Ook hij kwam, als brandweerman verkleed, in het ziekenhuis terecht.
Voorts was Van Berckel betrokken bij het verspreiden van een paar landelijke illegale bladen en was hij medewerker van het Heerlense verzetsblad Het Vrije Volk. Hij was in Zuid-Limburg de vertegenwoordiger van het Medisch Contact, een illegale artsenorganisatie, die zich keerde tegen Duitse pogingen om de medische ethiek en praktijk naar hun hand te zetten..  Daaruit is later een artsenblad met dezelfde naam voortgekomen.

## Arrestatie en executie
De koerier Theo Crijns werd in de nacht van 23 op 24 april 1944 met belastende papieren op zak, zoals een adressenboekje, door landwachters aangehouden en belandde bij een vluchtpoging met zijn fiets in een prikkeldraadafzetting. Van Berckel verbond hem zodanig dat hij niet kon spreken. Toen Sipo-medewerker Richard Nitsch hem de volgende dag voor verhoor wilde ophalen, weigerde de chirurg resoluut de patiënt te laten gaan. Crijns werd bevrijd met een schietpartij, als gevolg waarvan een bewaker overleed. Dr. van Berckel droeg ervoor zorg dat de knokploeg met hun zwaargewonden het ziekenhuis konden verlaten. Hij werd vervolgens verhoord. Niet zeker is of dit uiteindelijk tot zijn aanhouding heeft geleid. Waarschijnlijk werd hij in de gaten gehouden sinds de arrestatie van zijn dochter Charlotte.

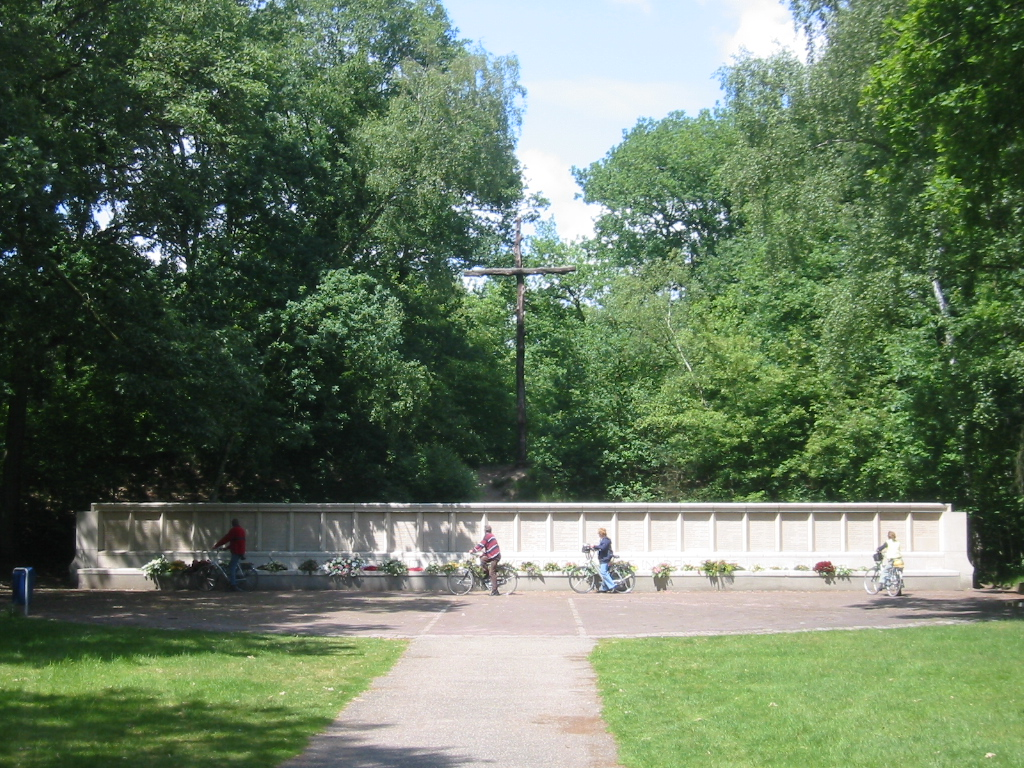
Monument Fusilladeplaats Vught (2006)

Op 25 augustus 1944 werd hij om zes uur ’s ochtends gearresteerd en opgesloten in de bunker in Kamp Vught. Op 5 september 1944 werd Karel van Berckel op de als fusilladeplaats gebruikte schietbaan bij Kamp Vught gefusilleerd. Dit was deel van de grootschalige Deppner-executies, die hun hoogtepunt vonden rond Dolle Dinsdag.
Zijn vrouw Eleonora C. Laarman en dochter Charlotte, die in Nijmegen rechten studeerde, lieten zich evenmin onbetuigd. De in Frankrijk bij het gidsen van vluchtelingen gearresteerde Charlotte is eind 1943 bij de Spaanse grens opgepakt bij een poging om enkele geallieerde vliegers te laten ontsnappen. Zij werd in mei 1944 naar het vrouwenconcentratiekamp Ravensbrück getransporteerd, overleefde de kampen en keerde naar huis terug.

## Verdere personalia
Van de Nederlandse regering ontvingen Karel en Eleonora van Berckel-Laarman het Verzetsherdenkingskruis. In Israël werd op het terrein van Yad Vashem door dochter Charlotte namens haar ouders een boom geplant als dank voor de hulp aan Joden. Van Generaal Eisenhower ontving Karel postuum een dankbetuiging voor zijn hulp aan de geallieerden.
Om hem te eren is een portretreliëf vervaardigd, dat na de afbraak van het Sint-Jozefziekenhuis naar de hal van het nieuwe De Wever-Ziekenhuis (nu het Zuyderlandziekenhuis Heerlen) - werd overgebracht. In Heerlen is ook de Dokter van Berckellaan naar hem vernoemd. Zijn naam wordt tevens vermeld op het monument op de fusilladeplaats en de herdenkingswand in het Nationaal Monument Kamp Vught. 